# Sobre héroes y tumbas
Sobre héroes y tumbas es la segunda novela del escritor argentino Ernesto Sabato, publicada en 1961, en Buenos Aires, Argentina. La obra marcó un hito en la producción literaria de Ernesto Sabato, que entonces tenía 50 años, debido a que fue considerada la mejor novela argentina del siglo XX y una de las obras cumbres de habla hispana.
Sobre héroes y tumbas apareció 13 años después de El túnel, que había merecido juicios admirativos de Thomas Mann o Albert Camus y que había evidenciado una obsesión temática por el poder de los ciegos que volvería a aparecer, en forma recurrente, en su obra posterior.
Sobre héroes y tumbas es una novela donde Sabato plantea sus ideas fundamentales. Centrada en el personaje de Martín, un muchacho en busca de sí mismo, el escritor argentino expone su particular visión sobre la soledad, tema clave en su narrativa.  Un dato curioso sobre la novela es que Sabato la iba a quemar, como hizo con tantas de sus obras, y fue salvada porque su esposa, Matilde, lo convenció de publicarla.

## Argumento
La novela narra diversos argumentos paralelamente. Se pueden señalar como hilos conductores de la(s) trama(s)  "La Formación de Martín" y "La decadencia de los Vidal Olmos"; entrelazados por pasajes ambientados en los últimos años del primer peronismo en Argentina (en el capítulo XXVI de la segunda parte de la novela titulada "Los rostros invisibles" se narra el bombardeo a Plaza de Mayo, del 16 de junio de 1955, y en el capítulo XXVII el saqueo de iglesias que sucedió a la masacre del capítulo anterior).

### La Formación de Martín
Sumergido en sus cavilaciones en el Parque Lezama, uno de los lugares típicos de la zona sur de Buenos Aires. Allí, sentado en un banco, al lado de la estatua de Ceres, comienza la historia, el descubrimiento de esa chica extraordinaria y misteriosa que es Alejandra Vidal. Martín es presentado por Ernesto Sabato como un ser melancólico y abúlico, hijo de un pintor fracasado y de una mujer de la calle.

### La decadencia de los Vidal Olmos
Los Vidal Olmos son una familia argentina emparentada con la rancia aristocracia criolla. Sobre Héroes y Tumbas narra con amplitud las biografías de sus miembros por más de 150 años hasta concluir en Alejandra y su padre, Fernando Vidal Olmos. Marcado por un destino fáustico, los Vidal Olmos hacen su propio descenso a los infiernos. El capítulo "Informe sobre ciegos" es una clara metáfora de ello.[cita requerida] La novela comienza con una "breve reseña preliminar", la que introduce inmediatamente al último episodio del drama familiar de los Vidal Olmos. Es así como se observa al detalle de la tortuosa relación de amor-odio de Fernando y Alejandra, así como el odio que ella siente por su padre.

### Informe sobre ciegos
"¿Cuándo empezó esto que ahora va a terminar con mi asesinato?". Con esta inquietante pregunta comienza el tercer capítulo de Sobre héroes y tumbas,  el "Informe sobre ciegos". Dada su particular estructura, puede leerse por separado sin detrimento de su sentido en particular ni de la proyección abarcadora de la obra en general. Es, para muchos críticos, el capítulo más profundo, oscuro y significativo de la novela. En primer término, quien nos narra ahora es Fernando Vidal Olmos, uno de los personajes centrales de la obra, reemplazándose la tercera persona que Sabato utilizaba hasta el momento por la potencia subjetiva de la primera; cedida nada menos que a este ser extraño, paranoico y sugestivo que, hasta el momento, venía sobrevolando el argumento de la novela como un cuervo que espera la muerte de su víctima.
Fernando, quien es el padre de Alejandra Vidal y tiene vínculos familiares con ciertos personajes fundamentales, se sitúa fuera de toda relación afectiva con éstos, omitiendo cualquier vínculo y acción que no se relacione con la particular obsesión que lo desvela: relatar el informe sobre un extraño complot demoníaco y milenario, regido desde la Secta Sagrada de los Ciegos, desde la cual, según él, se tejen los hilos que gobiernan el destino del mundo y de los hombres.
Muchas fueron las interpretaciones que se le han querido dar al Informe, en virtud, seguramente, del carácter, del tenor esencialmente onírico y alucinante que posee. Es, en todo caso, todo él una gran metáfora de otra cosa, acaso más profunda y misteriosa, anidada en los propios temores subterráneos inherentes a la Humanidad de la que se es partícipe. El subterráneo de Buenos Aires; los túneles secretos que, en teoría, unen el Colegio Nacional Buenos Aires con la antigua Aduana de la ciudad; los otros pasadizos que nacen en los flancos de la Iglesia de la Sagrada Concepción del barrio de Belgrano, ensanchándose luego hasta conformar inconmensurables cavernas y que conducen al protagonista hasta su propia perdición, son todos íconos subjetivos pero persistentes de esta metáfora ontológica del hombre y su soledad ante la muerte, el misterio de la existencia y el problema del bien y del mal.
El Informe sobre ciegos es peculiar porque Fernando Vidal Olmos también lo es: un ser de una hibridez espiritual, a mitad de camino entre la belleza y el horror, el amor y el odio, la tolerancia y el racismo. Parece un espectador que puede contemplar dos espectáculos simultáneos: el cielo de los dioses y las profundidades del infierno. Es, por eso, en esta dualidad donde se debate y desde la cual nos arroja, arrebatado por la locura aunque con método y rigor científicos, su informe pesadillesco.
Es tanta su popularidad, que desde 1994, el Informe..., se publica de manera separada de la novela principal con un nuevo prólogo del autor; tanto así, que ha sido adaptada al cómic en forma de novela gráfica dos veces: la primera vez por Alberto Breccia en 1993 para Editorial Colihue, ahora Astiberri, y en 2016 por Luis Scafati para Libros del Zorro Rojo.

### Muerte del General Lavalle
En el libro en varios capítulos hay un texto dentro del texto que narra la persecución y muerte del general Lavalle. El narrador es Celedonio Olmos el antepasado de Fernando Vidal Olmos. En esas escena Sabato escribe sobre el asesinato de Juan Lavalle en San Salvador de Jujuy a manos de las tropas de Oribe. Dicho texto luego fue representado musicalmente por el guitarrista Juan Falú.

A propósito de esto Sabato dirá: 
"Grandes trágicos de todos los tiempos han tomado figuras históricas pienso en Shakespeare, en Schiller, y en tantos otros - para darnos sus versiones personales mediante el arte: En mi humilde condición sentí la necesidad de hacer algo de eso que aquéllos lograron, investigando todo lo que pude, hasta la correspondencia privada del General Lavalle, pero luego dejaría que mi imaginación y esa oscura inspiración que según los griegos era lo único que permite alcanzar la obra de arte, me condujeran, casi diría me arrastraran, hacia aquel trágico episodio del Coronel Dorrego, a quien, sin duda, su antiguo camarada de armas en las luchas por la Independencia admiraba y por el que - palabras de una carta de Lavalle a su mujer después del fusilamiento y en días y meses de desconsuelo - "porque tenía inclinación por Manuel", palabra hermosa que me recordaba mi infancia en el pueblo de Rojas, donde aún se usaba, como en toda nuestra campaña. Cuando salió la novela, varios amigos me sugirieron la posibilidad de hacer una obra musical con el texto, quizá una suerte de oratorio, pero mi hijo Jorge Federico, apoyado por otros amigos, me dijo que sería mejor hacerlo con un músico folklorico de extraordinaria calidad musical: EDUARDO FALU, quién aceptó entusiasmado apenas le di el texto"

## Significado de los capítulos

### El dragón y la princesa
En este capítulo se presenta a Alejandra, una adolescente atormentada, consciente de lo que es como persona y el daño y dolor que puede llegar a provocar en alguien, su enfermedad, su condición que hace que se comporte de manera brusca y siniestra, quizá como dragón. A la vez se encuentra, sin embargo, una contraparte suave y sensible en Alejandra, quizá princesa, una vulnerabilidad que Martín percibe en muy escasas ocasiones y por esto reflexiona que dentro de Alejandra habitan a la vez una frágil princesa y un temerario dragón. El nombre del capítulo es una descripción de Alejandra Vidal.

### Los rostros invisibles
El deseo de ser algo importante en la vida de Alejandra para Martín se pone de manifiesto en este capítulo. Así como también la relación que tuvo con otras personas que pertenecían a mundos tan lejanos y ajenos a él. Esto provoca que Martín sienta que es invisible frente a la persona más importante para él en ese entonces. A la vez conoce a gente tan diferente a su realidad, tan desconocida y no correspondida, que ve todo invisible, personas que no conoce, son rostros invisibles.

### Informe sobre ciegos
Este capítulo recibió ese nombre por el hecho de que Fernando elaboró un “Informe sobre ciegos”, esa supuestamente secta siniestra a la que enfermizamente perseguía. Fue él quien le otorgó este nombre.

### Un dios desconocido
La crisis psicológica de Martín llega a su punto más extremo en este capítulo; al llegar a su departamento, toma la decisión de acabar con su propia vida. Sin embargo, se dice a sí mismo que si Dios se apareciera frente a él, no lo haría. Razona rápidamente que el funcionamiento de Dios es completamente desconocido a los humanos, y que Él podría manifestarse de mil maneras distintas, de forma directa o sutil. Toda la noche, intenta escuchar un atisbo de la presencia de Dios, pero solo logra escuchar lo que ocurre afuera de su departamento. Finalmente amanece, y abre las ventanas para ver el exterior; la gente, los autos, los animales, viviendo sin preocupación. Se da cuenta que Dios (y por consiguiente, la razón para vivir) existe en todo el mundo, que está presente en todo momento, que la vida en sí misma es la razón de continuar. Así se resuelve su arco emocional de autodescubrimiento, logrando finalmente dejar atrás a Alejandra. 

## Personajes principales

### Alejandra
- Físicamente: Tenía el rostro anguloso, el cabello negro con ciertos reflejos naturales rojizos, ojos verde oscuro recelosos como si estuviera lista para la pelea, cuerpo delgado, boca grande, piel mate, pálida, pómulos mongólico.
- Espiritualmente: Había madurado durante su niñez. Llevaba gran parte de su tiempo pensativa, recordando esto que la hacía caer en la realidad de su destino.
- Tenía una buena posición económica, pese a esto trabajaba para salir adelante.

### Martín
- Físicamente: Tenía ojos húmedos, con una mezcla de pureza y melancolía.
- Espiritualmente: Tenía perturbaciones debido a que su madre desde pequeño le decía que había nacido por un descuido, era un joven diferente con un aire nuevo de vivir con necesidad de apaño, cariño. Intentaba llevar lo que su madre no había logrado por su rechazo.
- Tenía un nivel económico bajo.

### Fernando
- Físicamente: Pelirrojo, Pecoso, de nariz aguileña cuyos ojos escrutaban a traces de sus anteojos tenía sonrisa rápida y nerviosa toda su apariencia era inquietante y a veces tenía una tonalidad sarcástica.
- Espiritualmente: enajenado, cínico y profundo. Un hombre paranoico, obsesionado con los ciegos, además de tener una repugnante idea del respeto hacia los demás.

### Bruno
- Amigo de Alejandra y Martín, estaba enamorado de Georgina.
- Bruno es un personaje aglutinante que recibe las confesiones de Martín y que conoce de cerca a Fernando y a Alejandra; de esta manera cumple la función de hilo conductor en la estructura interna de la novela.

## Importancia literaria y crítica
La novela irrumpe en el panorama de la literatura latinoamericana aglutinando una variedad de elementos que la distinguen entre las ficciones de América del Sur. De este modo, es frecuentemente considerada como una novela total, con rasgos de surrealismo inusitados en la literatura latinoamericana (especialmente en la sección de "El Informe sobre ciegos"). Buena parte de su trama puede insertarse también en la tradición de la Bildungsroman ("novela de formación", o novela de iniciación) de la que se cuentan varios ejemplos en la literatura alemana. Por otro lado, la descripción de una familia retratada a través de un largo lapso con tintes decadentes, emparenta temáticamente esta novela con las ficciones de Faulkner y García Márquez. Esta obra, llena de imágenes oscuras y emocionales, es considerada por muchos como la obra magna de Sabato y la sección "Informe sobre ciegos", sobre la distorsionada obsesión de Fernando y el miedo de los ciegos, es una contribución inquietante, una pesadilla para la literatura latinoamericana. Fue incluida en la lista de las 100 mejores novelas en español del siglo XX del periódico español «El Mundo».
El crítico alemán Günter W. Lorenz la elogió en su libro "Dialog mit Lateinamerika: Panorama einer Literatur der Zukunft".
Además Lorenz la califica como una obra intermedia entre el ensayo y la novela, porque está compuesta principalmente de estudios científicos, episodios políticos e históricos, reflexiones sociológicas e indagaciones sobre la moral.

## Adaptación cinematográfica
En 1979 se estrenó El poder de las tinieblas, escrita y dirigida por Mario Sabato (hijo de Ernesto Sabato y cineasta), y basada en el famoso capítulo Informe sobre ciegos. Es protagonizada por Sergio Renán, Osvaldo Terranova, Leonor Benedetto, Cristina Banegas, Nelly Prono, Franklin Caicedo y Graciela Dufau.

## Cultura popular
- La letra y música de la canción "Sabato", creada por Flavio Cianciarulo e interpretada por la banda argentina Los Fabulosos Cadillacs en su álbum de 1997 Fabulosos Calavera, está inspirada en Sobre héroes y tumbas y en ella se narran pasajes del libro. El vídeo musical de la canción también contiene grandes referencias a esta novela.

- La banda sueca de death metal melódico, At the Gates, se inspiró en la novela Sobre héroes y tumbas para la composición de su quinto álbum titulado At War with Reality.

- El bandoneonista y director de orquesta Aníbal Troilo, musicalizó los versos escritos por el propio autor de la novela, Ernesto Sábato, creando de esta forma el tango Alejandra que fue grabado por la orquesta de Alberto Di Paulo con la voz de Reinaldo Martín, en la producción "14 con el Tango", creada por el productor Ben Molar en 1966. Luego, Héctor Mauré en la década de los años '60 y Jacqueline Sigaut en 2012